# Никольская церковь (Белоусовка)
Храм Святителя Николы Чудотворца — старообрядческая церковь в селе Белоусовка Черновицкой области. Принадлежит Киевской и всея Украины епархии Русской православной старообрядческой церкви.

## История
Помещение для молитвы в селе Белоусовка было построено старообрядцами в 1819 году. Это был овин на подворье местного жителя Иеремии Дякова, в котором старообрядцы тайно собирались для совершения богослужений. Первоначально община была беспоповской из-за отсутствия священников. В 1930 году к овину был пристроен алтарь, а через три года — притвор с деревянной колокольней. В 1936 году здание было обмазано глиной и покрыто жестью. 22 мая 1936 года состоялось освящение храма в честь Николы Чудотворца. Первым настоятелем этой церкви стал священник Сильвестр Линьков.

## Архитектура
Церковь построена из обмазанного глиной дерева на каменном фундаменте. Имеет в плане прямоугольник. Церковь состоит из алтарной апсиды, нефа и притвора с надстроенной колокольней. Изнутри стены храма расписаны маслом.